# Лунерслот
Лунерслот (нід. Loenersloot) — село в нідерландській провінції Утрехт. Входить до муніципалітету Стіхтсе-Вехт.
Його площа становить 2,14 км², а населення станом на 2021 рік складало 485 осіб.
До 1964 року мало статус окремого муніципалітету.

## Галерея

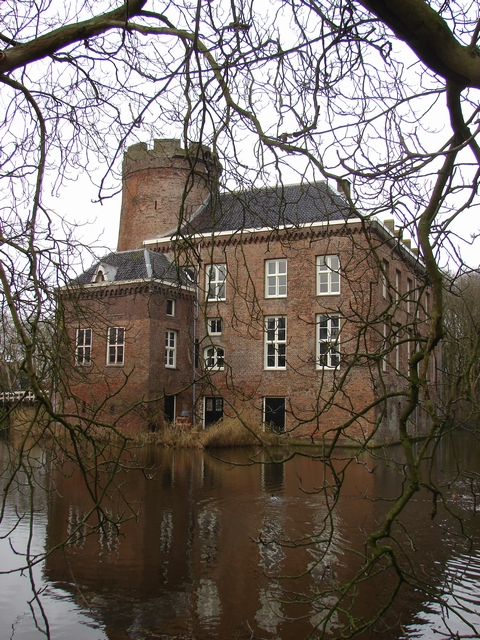
Замок Лунерслот
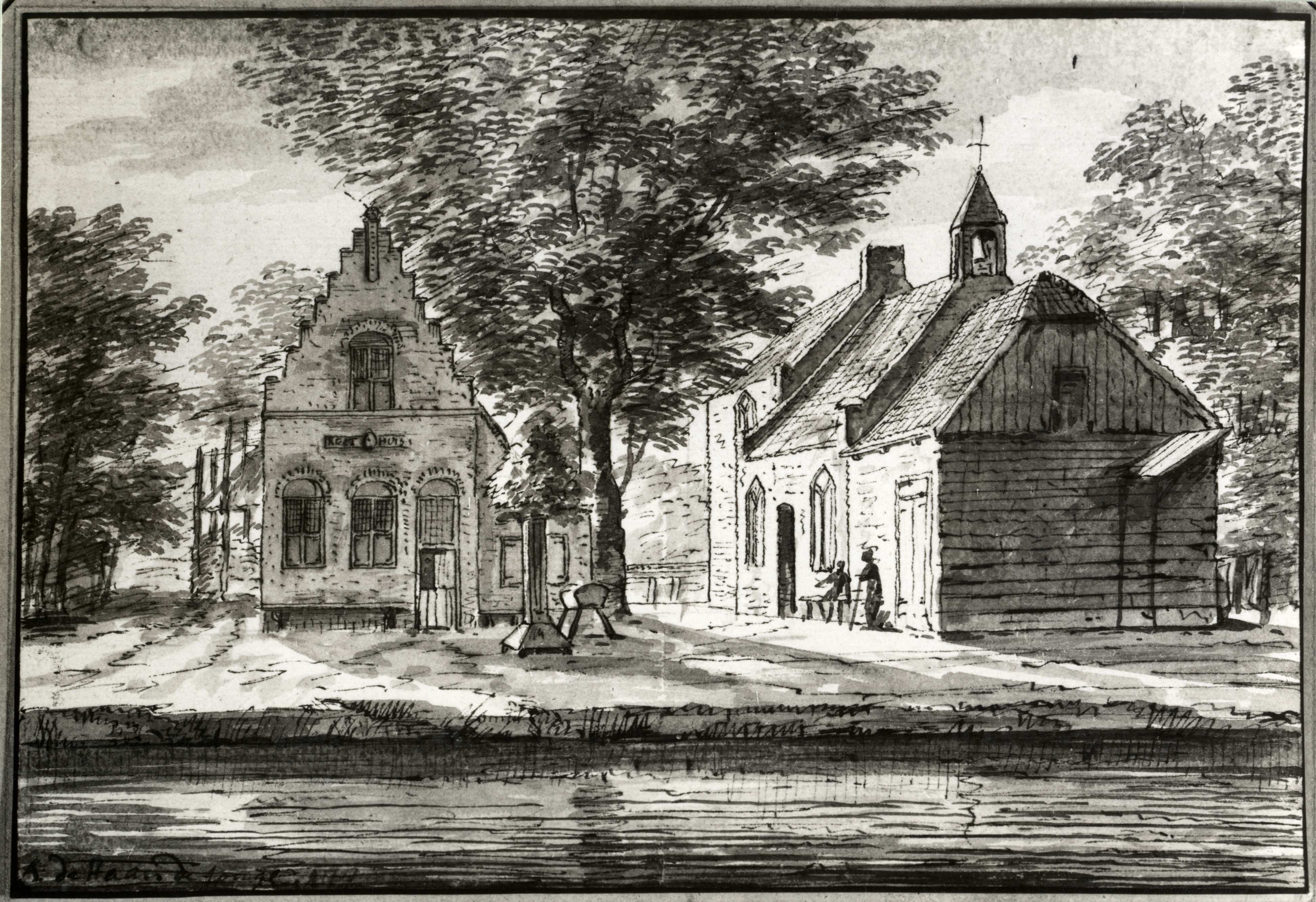
Малюнок каплиці і будівлі суда (1724)
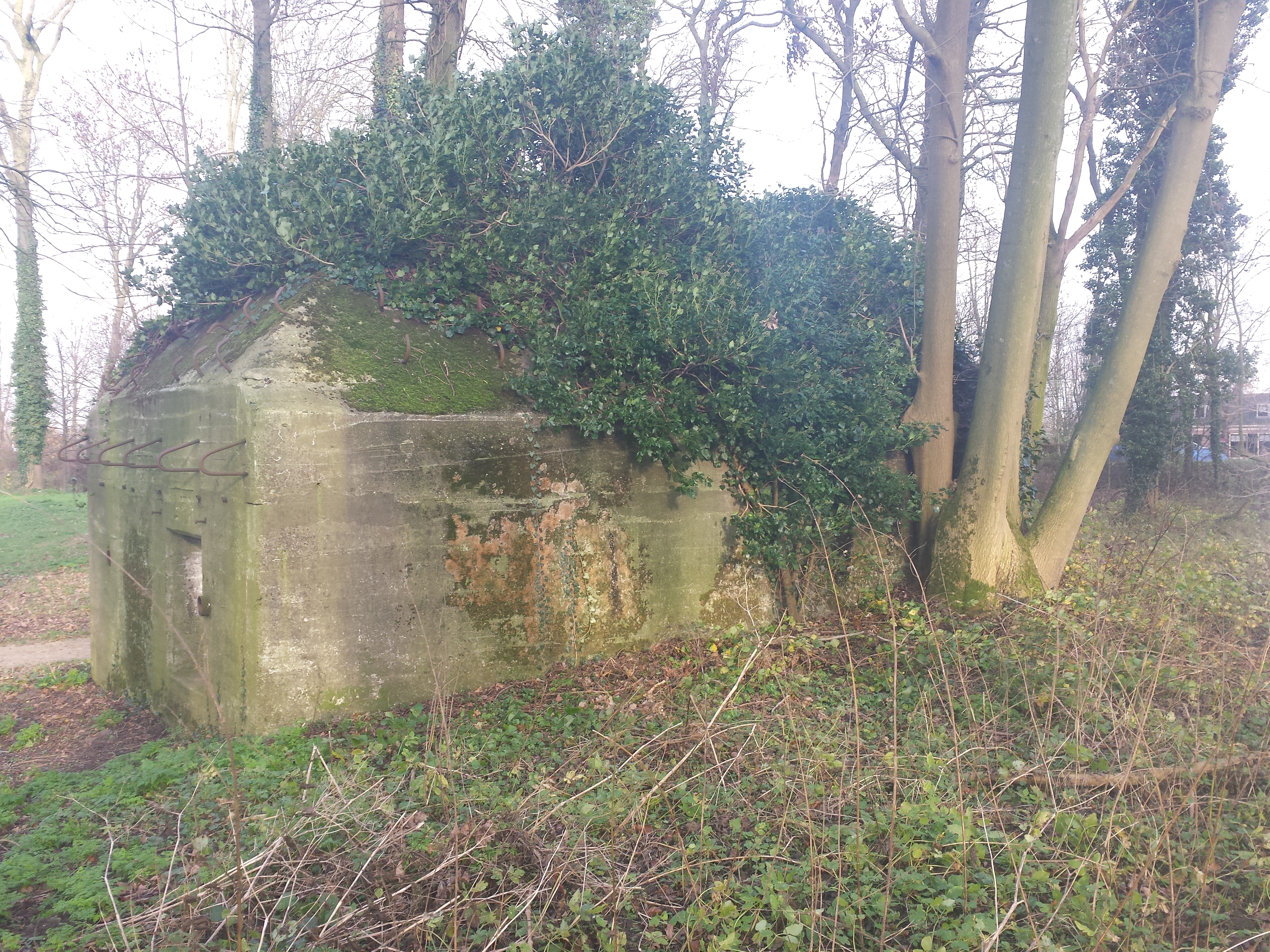
Бункер часів Другої світової війни